# تاتسوما يوشيد
تاتسوما يوشيدَ (باليابانية: 吉田 達磨) (مواليد 9 يونيو 1974)، هو لاعب كرة قدم ياباني سابق كان يلعب كلاعب وسط.

## وصلات خارجية
- تاتسوما يوشيد على موقع رابطة كرة القدم اليابانية للمحترفين (اليابانية)
- تاتسوما يوشيد على موقع قاعدة بيانات كرة القدم.إي يو (الإنجليزية)
- تاتسوما يوشيد على موقع Soccerway.com (الإنجليزية)
- تاتسوما يوشيد على موقع عالم كرة القدم.نت (الإنجليزية)
- تاتسوما يوشيد على موقع كووورة